# William M. Shepherd
William McMichael Shepherd, född 26 juli 1949 i Oak Ridge, Tennessee, är en amerikansk astronaut uttagen i astronautgrupp 10 den 23 maj 1984.

## Rymdfärder
- STS-27
- STS-41
- STS-52
- Expedition 1
- Sojuz TM-31
- STS-102